# Peru na Letnich Igrzyskach Olimpijskich 2012
Peru na Letnich Igrzyskach Olimpijskich 2012, które odbyły się w Londynie reprezentowało 16 zawodników. Nie zdobyli oni żadnego medalu. Był to siedemnasty start reprezentacji Peru na letnich igrzyskach olimpijskich.

## Reprezentanci

### Badminton
| Zawodnicy       | Konkurencja             | Faza grupowa               | Faza grupowa              | Faza grupowa       | Faza grupowa | Eliminacje         | Ćwierćfinał        | Półfinał           | Finał              | Finał   |
| Zawodnicy       | Konkurencja             | Przeciwnicy Punkty         | Przeciwnicy Punkty        | Przeciwnicy Punkty | Miejsce      | Przeciwnicy Punkty | Przeciwnicy Punkty | Przeciwnicy Punkty | Przeciwnicy Punkty | Miejsce |
| --------------- | ----------------------- | -------------------------- | ------------------------- | ------------------ | ------------ | ------------------ | ------------------ | ------------------ | ------------------ | ------- |
| Rodrigo Pacheco | gra pojedyncza mężczyzn | Lee HI P 0-2 (12-21, 7-21) | —                         | —                  | 2.           | NQ                 | NQ                 | NQ                 | NQ                 | NQ      |
| Claudia Rivero  | gra pojedyncza kobiet   | Li X P 0-2 (5-21, 6-21)    | Marín P 0-2 (17-21, 7-21) | —                  | 3.           | NQ                 | NQ                 | NQ                 | NQ                 | NQ      |

### Judo
Mężczyźni
| Zawodnik      | Konkurencja | 1/32             | 1/16             | 1/8              | Ćwierćfinał      | Półfinał         | Repasaż 1        | Repasaż 2        | Finał            | Finał   |    |
| Zawodnik      | Konkurencja | Przeciwnik Wynik | Przeciwnik Wynik | Przeciwnik Wynik | Przeciwnik Wynik | Przeciwnik Wynik | Przeciwnik Wynik | Przeciwnik Wynik | Przeciwnik Wynik | Pozycja |    |
| ------------- | ----------- | ---------------- | ---------------- | ---------------- | ---------------- | ---------------- | ---------------- | ---------------- | ---------------- | ------- | -- |
| Juan Postigos | do 60 kg    | Verde P0001-1000 | NQ               | NQ               | NQ               | NQ               | NQ               | NQ               | NQ               | NQ      | NQ |

### Lekkoatletyka
Mężczyźni
| Zawodnik     | Konkurencja           | Eliminacje | Eliminacje | Ćwierćfinał | Ćwierćfinał | Półfinał | Półfinał | Finał   | Finał   |
| Zawodnik     | Konkurencja           | Wynik      | Miejsce    | Wynik       | Miejsce     | Wynik    | Miejsce  | Wynik   | Miejsce |
| ------------ | --------------------- | ---------- | ---------- | ----------- | ----------- | -------- | -------- | ------- | ------- |
| Mario Bazán  | 3000 m z przeszkodami | 8:51.95    | 11.        | —           | —           | —        | —        | NQ      | NQ      |
| Raúl Pacheco | maraton               | —          | —          | —           | —           | —        | —        | 2:15:35 | 21.     |

Kobiety
| Zawodniczka     | Konkurencja | Eliminacje | Eliminacje | Ćwierćfinał | Ćwierćfinał | Półfinał | Półfinał | Finał   | Finał   |
| Zawodniczka     | Konkurencja | Wynik      | Miejsce    | Wynik       | Miejsce     | Wynik    | Miejsce  | Wynik   | Miejsce |
| --------------- | ----------- | ---------- | ---------- | ----------- | ----------- | -------- | -------- | ------- | ------- |
| Wilma Arizapana | maraton     | —          | —          | —           | —           | —        | —        | 2:35:09 | 55.     |
| Inés Melchor    | maraton     | —          | —          | —           | —           | —        | —        | 2:28.54 | 25.     |
| Gladys Tejeda   | maraton     | —          | —          | —           | —           | —        | —        | 2:32:07 | 43.     |

### Pływanie
Mężczyźni
| Zawodnik                 | Konkurencja      | Eliminacje | Eliminacje | Półfinał | Półfinał | Finał | Finał   |
| Zawodnik                 | Konkurencja      | Czas       | Miejsce    | Czas     | Miejsce  | Czas  | Miejsce |
| ------------------------ | ---------------- | ---------- | ---------- | -------- | -------- | ----- | ------- |
| Mauricio Fiol Villanueva | 200 m motylkowym | 1:59.02    | 25.        | NQ       | NQ       | NQ    | NQ      |
| Sebastián Jahnsen        | 200 m dowolnym   | 1:52.36    | 34.        | NQ       | NQ       | NQ    | NQ      |

Kobiety
| Zawodniczka   | Konkurencja    | Eliminacje | Eliminacje | Półfinał | Półfinał | Finał | Finał   |
| Zawodniczka   | Konkurencja    | Czas       | Miejsce    | Czas     | Miejsce  | Czas  | Miejsce |
| ------------- | -------------- | ---------- | ---------- | -------- | -------- | ----- | ------- |
| Andrea Cedrón | 400 m dowolnym | 4:24.18    | 33.        | —        | —        | NQ    | NQ      |

### Podnoszenie ciężarów
Kobiety
| Zawodniczka         | Konkurencja | Rwanie | Rwanie  | Podrzut | Podrzut | Razem | Pozycja |
| Zawodniczka         | Konkurencja | Wynik  | Pozycja | Wynik   | Pozycja | Razem | Pozycja |
| ------------------- | ----------- | ------ | ------- | ------- | ------- | ----- | ------- |
| Silvana Saldarriaga | do 63 kg    | 75     | 10.     | 97      | 9.      | 172   | 10.     |

### Strzelectwo
Mężczyźni
| Zawodnik        | Konkurencja | Kwalifikacje | Kwalifikacje | Finał  | Finał   |
| Zawodnik        | Konkurencja | Punkty       | Miejsce      | Punkty | Miejsce |
| --------------- | ----------- | ------------ | ------------ | ------ | ------- |
| Nicolás Pacheco | skeet       | 109          | 32.          | NQ     | NQ      |

### Taekwondo
| Zawodnicy   | Konkurencja | 1/16              | Ćwierćfinał       | Półfinał          | Repasaż 1         | Repasaż 2         | Finał             | Finał   |
| Zawodnicy   | Konkurencja | Przeciwnicy Wynik | Przeciwnicy Wynik | Przeciwnicy Wynik | Przeciwnicy Wynik | Przeciwnicy Wynik | Przeciwnicy Wynik | Pozycja |
| ----------- | ----------- | ----------------- | ----------------- | ----------------- | ----------------- | ----------------- | ----------------- | ------- |
| Peter López | 68 kg (m)   | Fejzić P 3-5      | NQ                | NQ                | NQ                | NQ                | NQ                | NQ      |

### Wioślarstwo
Mężczyźni
| Zawodnik         | Konkurencja | Eliminacje | Eliminacje | Repasaże | Repasaże  | Ćwierćfinał | Ćwierćfinał | Półfinał | Półfinał | Finał   | Finał   |
| Zawodnik         | Konkurencja | Czas       | Miejsce    | Czas     | Miejsce   | Czas        | Miejsce     | Czas     | Miejsce  | Czas    | Miejsce |
| ---------------- | ----------- | ---------- | ---------- | -------- | --------- | ----------- | ----------- | -------- | -------- | ------- | ------- |
| Víctor Aspíllaga | jedynka     | 7:13.79    | 5. (R)     | 7:10.54  | 3. (P EF) | BYE         | BYE         | 7:53.76  | 2. (F E) | 7:35.88 | 27.     |

### Żeglarstwo
Kobiety
| Zawodniczka    | Konkurencja  | Wyścig | Wyścig | Wyścig | Wyścig | Wyścig | Wyścig | Wyścig | Wyścig | Wyścig | Wyścig | Wyścig | Punkty | Finałowa pozycja |
| Zawodniczka    | Konkurencja  | 1      | 2      | 3      | 4      | 5      | 6      | 7      | 8      | 9      | 10     | M*     | Punkty | Finałowa pozycja |
| -------------- | ------------ | ------ | ------ | ------ | ------ | ------ | ------ | ------ | ------ | ------ | ------ | ------ | ------ | ---------------- |
| Paloma Schmidt | Laser radial | 35     | 30     | 36     | 36     | 30     | 39     | 33     | 41     | 32     | 32     | –      | 310    | 39.              |